# Битка код Поатјеа (1356)
Битка код Поатјеа се одиграла 19. септембра 1356. године између Енглеске на једној и Француске на другој страни. Њен епилог је била друга по реду од три велике енглеске победе у Стогодишњем рату.

## Увод у битку
Едвард Црни Принц је започео велики поход (chevauchée) 8. августа 1356. године северно од главне базе својих снага у Аквитанији у покушају да ослободи градове са енглеском посадом у Централној Француској, као и да опљачка сеоске области. Његова војска у почетку није налазила ни на какав већи отпор, те су разуларени редови спаљивали многа места до темеља, уништавали пољопривредну инфраструктуру и живели од пљачке. Овај темпо је потрајао све док енглеске снаге нису стигле до Лоаре код Тура. Енглези нису успели да заузму ни утврђени део града нити да спале остатак јер је падала јака киша. Ово задржавање у бројним покушајима да се град заузме је искористио француски краљ Жан II да стигне енглеску армију, примора је на битку и уништи. Краљ, који се борио против Џона од Гента, војводе од Ланкастера у Нормандији, организовао је већину своје армије код Шартра и послао у помоћ опсаднутом Туру. Овај потез је учинио две војске изненађујуће сличним у броју - нешто што се није често догађало у току Стогодишњег рата.
Након што је примио извештај да је француска армија у покрету, Едвард је одлучио да би се требало повући. Енглеска војска се, дакле, повлачи на југ. Французи је стижу на пар миља југозападно од Поатјеа. Као ветеран из битке код Кресија, у којој је учествовао као шеснаестогодишњак, Црни Принц се одлучује на исту тактику коју је применио његов отац десет година раније у тој бици. Распоредио је своје снаге у строго одбрамбени борбени поредак на пољани окруженој природним препрекама као што су били поток на левој страни и шума у позадини. Кола са намирницама и богатим опљачканим пленом су била размештена по слабијој десној страни, дуж старог римског пута који је повезивао Бордо и Поатје. Коњаницима је наређено да сјашу; затим, целокупна војска је подељена у два, могуће и три дела, са велшким стрелцима организованим у „V“ формацији на боковима борбене линије. Едвард је задржао мању коњичку јединицу витезова под заповедништвом Жана де Грајиа (Каптала де Буша), сакривену у оближњем шумарку.
Што се тиче француске војске, она је била подељена на четири дела. На челу је било око три стотине елитних витезова под командом генерала Клермона, као и мноштво немачких копљаника-плаћеника. Циљ ове прве групе је био напад на енглеске стрелце и елиминисање претње коју су исти представљали. Следеће три групе које су пратиле ову прву су биле сачињене од пешака, тј. витезова који су сјахали, и биле су под заповедништвом Дофена (касније краља Шарла V), војводе од Орлеана и самог краља Жана II.

## Ток битке
На почетку битке, Енглези су лажирали бекство на свом десном крилу. Ово је, као што се и очекивало, проузроковало брзоплет јуриш француских витезова на велшке стрелце. Међутим, стрелци су ово очекивали и засули су непријатеља, посебно циљајући коње, кишом стрела. Фроасар пише да енглеске стреле никако нису могле да пробију француске оклопе, од које су се одбијале или би се ломиле при удару. Коњи витезова, међутим, нису били толико добро заштићени. Нарочито су били рањиви на боковима; ово су искористили енглески стрелци померивши се у страну под таквим углом у односу на јуриш француских витезова да су њихови коњи представљали добре мете. Баражи добро нациљаних стрела су имали разарајући ефекат.
Други талас напада је уследио од Дофенове пешадије. Она је извршила снажан јуриш и упустила се у жестоку борбу са енглеским браниоцима. Међутим, морали су накратко да се повуку ради прегруписавања. Трећи напад Орлеанових јединица није ни почео - видевши да се Дофенове јединице не боре, они су побегли у страху. Ова два потеза су резултовала тиме да је контингент војске под француским краљем остао истурен и небрањен. Иако је краљ имао са собом велику силу, положај им је био неповољан. Иако су велшки стрелци остали без стрела, придружили су се пешадији и јурнули на војску краља Жана. Борба је била дуга и тешка, али је њен исход одлучио скривени одред коњице Црног Принца; под вођством Жана де Грајиа, витезови су успешно заобишли француске јединице и напали их од позади. У страху да ће бити потпуно окружени и побијени сви до једног, део француске војске је почео да бежи. Недуго затим, краљ Жан је заробљен.

## Последице битке
Исход битке је био потпун француски пораз, не само у војном, већ и у економском смислу. Да би исплатила безбедан повратак свога краља, Француска је морала да исплати два пута више новца него што је био годишњи приход целе државе. То је била недостижна сума, те ће Жан II умрети у заробљеништву. Поатје је био реприза Кресија и, још једном, показује да је стратегија та која одлучује победника, а не предност у бројевима.